# 應典院
應典院（おうてんいん）は、大阪府大阪市天王寺区にある浄土宗知恩院末の寺院。創建当初は、大蓮寺の第3世に当たる誓誉在慶の隠棲所として開基された塔頭であった。

## 概要
1997年に再建される。その際、往時の寺院が担っていた地域における教育文化振興の活動に特化した寺院として再建の計画が立てられ、地域のネットワークの拠点となる寺院となった。境内の結構は、建物が打ちっぱなしのコンクリート。鉄骨造の2階建て建築である。1階はセミナー・ルームとオープン・ギャラリーが付設されている。2階の本堂は、音響設備・照明設備が備えられた円形ホールが備えられた、劇場型の造りになっていた。かつてはこの本堂（2018年3月まではシアトリカル應典院との呼称も用いられていた）は外部にも門戸を開いた劇場などとして一般利用もされ、また、舞台芸術祭が毎年開催（主催はNPO・應典院寺町倶楽部）されるなどもしていた。

## 沿革
- 1614年（慶長19年）、大蓮寺の第3世であった誓誉在慶により開基される。
- 1912年（明治45年）、大火によって焼失する[6]。
- 1945年（昭和20年）3月13日、大阪大空襲で大蓮寺も焼失する[6]。
- 1997年（平成9年）4月27日、再建される。設計は、一心寺住職でもあった高口恭行[6]。

## 所在地
大阪府大阪市天王寺区下寺町1-1-27